# Chris Ofili
Chris Ofili (Mánchester, 10 de octubre de 1968) es un pintor inglés. Es conocido porque utiliza como recursos en su trabajo materiales gráficos que se refieren aspectos de su herencia nigeriana como el estiércol de elefante. Pertenece al grupo de los Jóvenes Artistas Británicos. En 1998 fue el ganador del Premio Turner y su trabajo ha sido una fuente de controversia. Desde el año 2005 vive en Puerto España en la Isla Trinidad (Trinidad y Tobago), aunque también pasa temporadas en Londres y Brooklyn.

## Biografía
Nació en Mánchester, el 10 de octubre de 1968. Cuando tenía once años su padre se fue a vivir a Nigeria. Completó la carrera de Bellas Artes en el Colegio Tameside en Ashton-under-Lyne, en la Escuela Chelsea del Arte de Londres (desde 1988 hasta 1991) y en la Real Escuela de Bellas Artes de Londres desde 1991 hasta 1993. Aunque en 1992 estuvo un curso en intercambio en la Universidad de las Artes de Berlín.
Visitó Trinidad por primera vez en el año 2000 con motivo de una actividad internacional de arte en Puerto España y en 2005 decidió trasladarse a vivir allí. En 2002 se casó con Roba, cantante del grupo de trip hop "Attica Blues".

## Trayectoria profesional
Carlos Saatchi patrocinó una de sus primeras exposiciones: "Sensación (Sensation)" (1997), en su galería de arte del Norte de Londres. Esto le permitió entrar como un miembro de los Young British Artists. Ha realizado exposiciones, desde principios de los años 1990, en diversos museos del mundo, incluida la Serpentine Gallery. En 1998 ganó el Premio Turner, y en 2003 fue seleccionado para representar a Reino Unido en la bienal de Venecia, donde su trabajo para el Pabellón Británico lo realizó en colaboración con el arquitecto David Adjave.
En 1992 obtuvo una beca que le permitió viajar a Zimbabue. Ofili estudió las pinturas rupestres de allí que tuvieron un gran efecto sobre su estilo. Entre 1995 y 2005 se dedicó a realizar series de acuarelas que hacía en una sola sesión. En ellas representa cabezas de hombres y mujeres y algunos estudios sobre pájaros y flores. En algunas obras también hace referencia a las películas del estilo blaxploitation y al gangsta rap tratando de cuestionar los estereotipos raciales y sexuales presentes en ellos de una manera humorística. En una serie de retratos que Ofili llama "Harenes" cada imagen consta de un hombre con hasta cuatro mujeres a cada lado.
La obra de Ofili se construye a menudo en capas de pintura, resina, esmalte, estiércol (principalmente de elefante) y otros materiales que configuran un collage. A pesar de los detractores de Ofili a menudo declaran que "salpica" estiércol de elefante en sus cuadros, esto es inexacto: él a veces aplica esto directamente a la lona en forma de masas esféricas desecadas, y en otras ocasiones lo usa como barniz en los apoyos sobre los que las pinturas se mantienen erguidas.
Ofili también ha colaborado en el Freeness Project. Este proyecto consistió en la unión de artistas, productores y músicos de los grupos étnicos minoritarios de Asia y África en un intento de exponer una música que puede ser insólita en otros espacios. Freeness Project permitió que la creatividad de artistas británicos contemporáneos de minorías étnicas llegase a ser oída. El resultado de numerosas visitas a 10 ciudades en el Reino Unido dieron como resultado Freeness Project Volumen 1, una recopilación de obras que se mostraron durante la gira.

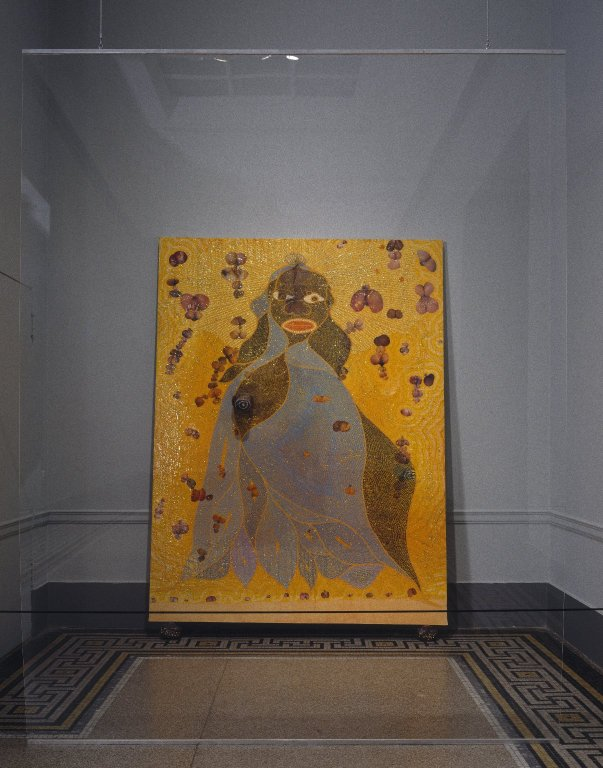
Chris Ofili Saatchi Collection 2017
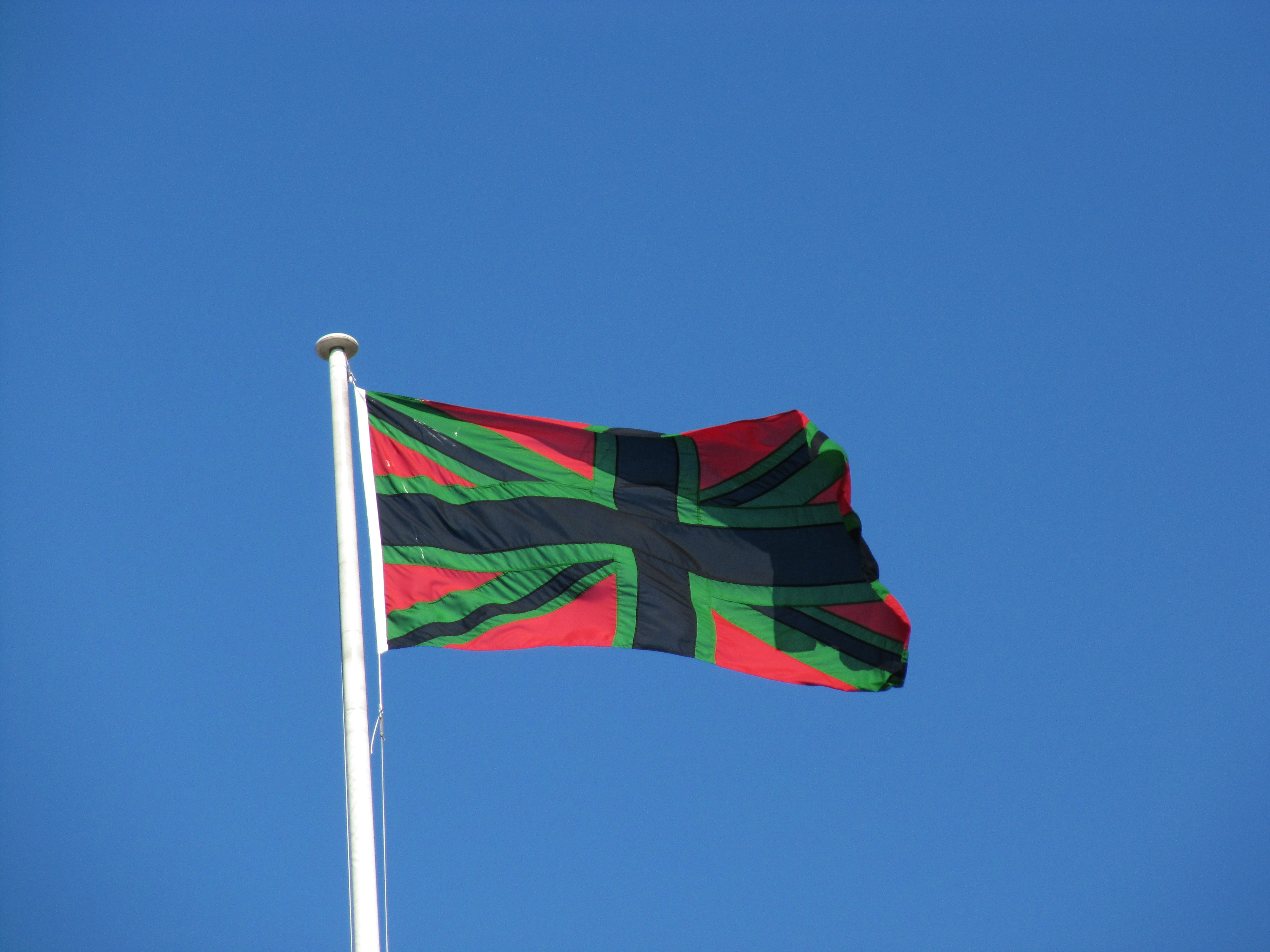
Union Black – Chris Ofili – Tate Britain (2010)